# Helicotylenchus steueri
Helicotylenchus steueri är en rundmaskart. Helicotylenchus steueri ingår i släktet Helicotylenchus och familjen Hoplolaimidae. Inga underarter finns listade i Catalogue of Life.